# عين جندل
عين جندل قرية في منطقة القرداحة في محافظة اللاذقية.